# Gromadnica
Gromadnica (Pandorina) – glon kolonijny.
Tworzy kolonie kuliste lub owalne, złożone z 8, 16 lub 32 komórek ściśle do siebie przylegających, komórki szerszą stroną skierowane na zewnątrz. Wielkość kolonii (cenobium) wynosi średnio 50 µm - najczęściej od 20-60 µm, komórki w cenobium od 8-17 µm długie. Komórki w części przedniej z wyraźną plamką oczną i dwiema wiciami szeroko rozgałęzionymi, wychodzącymi poza wspólną galaretowatą otoczkę. Wici 2 - 2,5 razy dłuższe od komórek.
Rozmnażanie przez podział lub płciowe. Pojedyncze komórki stają się izogametami. 
Pandorina występuje pospolicie w rzekach, kałużach, stawach, czy jeziorach.